# Пшево
Пшево (словен. Pševo) — поселення в общині Крань, Горенський регіон, Словенія. Висота над рівнем моря: 603 м.